# Roll Over Beethoven
«Roll Over Beethoven» (дословно — «Посторони́сь, Бетхо́вен») — песня (на собственные стихи) в стиле рок-н-ролл Чака Берри, один из самых известных его хитов. Впервые была выпущена на сингле в мае 1956 года и заняла 29-е место в общем американском хит-параде (2-е в категории «ритм-н-блюз»).
Песня была включена в саундтрек к фильму «Рок, рок, рок», вышедшему в конце 1956 года. Позже Берри перезаписывал песню несколько раз. Рефрен песни «Roll over, Beethoven, and tell Tchaikovsky the news» предлагает посторониться Бетховену, и рассказать новости Чайковскому.
В 1967 году Берри записал песню «Check Me Out», которая явилась лирической вариацией «Roll Over Beethoven».

## Версия The Beatles
The Beatles играли Roll Over Beethoven ещё на своих ранних концертах в гамбургских клубах; сохранилась запись выступления конца декабря 1962 года в клубе «Star-Club», в котором была исполнена Roll Over Beethoven. Запись 23 августа 1964 года с концерта в Голливуд-боул вошла в альбом The Beatles at the Hollywood Bowl (1977). Кроме того, The Beatles также включали песню в свои выступления на радиопередачах Би-би-си; запись песни 28 февраля 1964 года позже вошла в сборник Live at the BBC (1994). Формально же песня была записана в студии 30 июля 1963 года для альбома With The Beatles (1963).

## Другие версии
Свои версии Roll Over Beethoven записывали Джерри Ли Льюис, Electric Light Orchestra (соединив её с цитатами из произведений Бетховена, альбом ELO 2) и многие другие музыканты.